# Шакори
Шакори (на английски: Shakori) е северноамериканско индианско племе, което първоначално живее в Северна Каролина. Те са считани за сиу говорещо плиме, тясно свързани с други сиукски племена като ено и сихапахо. По време на своето съществуване, те се местят толкова често, че не се знае със сигурност къде е била тяхната прародина. Възможно е те да са жителите на провинция Чикора посетена от Лукас Васкез де Айлон през 1521 г. Ако е така то още преди експедициите на Хуан Пардо те се местят далеч на северозапад. През 1650 г. Едуард Бланд и неговата експедиция откриват изоставените полета на „нотовей и счокори“ между реките Мехерин и Нотоуей. През 1672 г. живеят на река Ено, близо до селото на племето ено. Когато ги посещава Джон Лоусън през 1701 г. двете племена вече живеят в едно село наречено Адшушир. След Войната ямаси от 1715 г. шакори и доста други малки племена се местят при катоба, с които впоследствие се сливат.